# Juncus dregeanus
Juncus dregeanus är en tågväxtart som beskrevs av Carl Sigismund Kunth. Juncus dregeanus ingår i släktet tåg, och familjen tågväxter. IUCN kategoriserar arten globalt som livskraftig. Inga underarter finns listade i Catalogue of Life.